# Intervention malencontreuse

Intervention malencontreuse est un film français réalisé par Alice Guy en 1902.

## Synopsis
Rien ne va plus ! Un couple déjà en train de se disputer, rentre à la maison. Le chapeau de Monsieur est bientôt en morceaux et une manche de l'habit déchirée. Madame s'empare alors de la vaisselle et commence à la briser. Alertée par le bruit, la femme de charge entre, essaie de s'interposer. Mal lui en prend ! car elle est à son tour emportée par la tourmente.

## Analyse
Étant donné le rythme frénétique de cette brève comédie et l'escalade dans les échanges pour le moins musclés, on peut considérer ce film comme l'un des premiers slapsticks.

## Fiche technique
- Titre : Intervention malencontreuse
- Réalisation : Alice Guy
- Société de production : Société L. Gaumont et compagnie
- Pays d'origine :  France
- Genre : Saynète humoristique
- Durée : 1 minute
- Dates de sortie : 1902
- Licence : Domaine public